# Pseudocyrtosomum lucknowensis
Pseudocyrtosomum lucknowensis (nach dem Fundort, der indischen Stadt Lucknow) ist eine Art der Spulwürmer und einziger Vertreter der Gattung Pseudocyrtosomum. Er ist ein Parasit des Darms bei der Dreistreifen-Flussschildkröte (Batagur dhongoka).

## Merkmale
Pseudocyrtosomum lucknowensis ist ein mittelgroßer Spulwurm mit sich verjüngenden Enden, mit glatter Kutikula, aber ohne Seitenflügel. Der Mund wird durch drei markante Lippen begrenzt, von denen jede ein Paar äußerer und innerer Papillen trägt. Eine Mundhöhle ist nicht ausgebildet. Der zylindrische Pharynx ist vorn von einem Ring aus verdickter Kutikula umgeben. Der Ösophagus ist in einen vorderen, längeren, muskulösen Abschnitt mit stark chitinisiertem Lumen und einen hinteren, weniger chitinisierten Drüsenabschnitt gegliedert. Der Drüsenabschnitt wird vom Nervenring umgeben und endet in einem Kolben (Bulbus), welcher mit einem Klappenapparat ausgestattet ist. Die Exkretionspore liegt auf Höhe des Ösophagus. Der Darm ist einfach gebaut und hat keine Aussackungen. Ovar und Uterus sind unpaar.
Männchen sind 13,15 bis 26,25 mm lang und 0,44 bis 0,9 mm dick. Der Pharynx ist 0,13 bis 0,2 mm lang und 0,07 bis 0,1 mm dick. Der muskulöse Ösophagusteil ist 1,93 bis
2,19 mm lang, der hintere einschließlich Bulbus 0,69 bis 0,72 mm. Der Nervenring liegt 2,5 bis 2,7 mm, die Ausscheidungspore 2,55 bis 2,81 mm hinter dem Vorderende. Das Hinterende ist spiralig gewunden, ein Genitalsaugnapf fehlt. Hinter der Kloake verengt sich der Köperdurchmesser und bildet einen langen konischen Fortsatz. Kaudalflügel sind nicht vorhanden. Es gibt sieben Paare festsitzender Schwanzpapillen: zwei Paare vor der Kloake, fünf dahinter, von denen drei in unmittelbarer Nähe zur Kloake und zwei an der Schwanzspitze liegen. Die beiden Spicula sind ungleich groß, ansonsten aber ähnlich gebaut und geflügelt. Das linke Spiculum ist 0,4 bis 0,6 mm lang, das rechte 0,38 bis 0,7 mm. Ein Gubernaculum fehlt. Der Schwanz hat einen Enddorn und ist 1,50 bis 2,05 mm lang.
Weibchen sind 19,4 bis 26,6 mm lang und 0,69 bis 0,81 mm dick. Der Pharynx ist 0,18 bis 2,58 mm lang und 0,21 bis 0,24 mm dick. Der hintere Abschnitt einschließlich Bulbus ist 0,66 bis 0,7 mm lang, der gesamte Ösophagus 2,87 bis 3,28 mm. Der Nervenring liegt 2,54 bis 2,87 mm, die Ausscheidungspore 3,22 bis 3,25 mm hinter dem Vorderende. Die Vulva liegt vor oder hinter der Körpermitte. Bei einem 19,4 mm langen Exemplar lag sie 7,8 mm, bei einem 26,6 mm langen 15,65 mm hinter dem Vorderende. Der Schanz ist verlängert, sich verjüngend und 1,75 bis 2,73 mm lang. Die Eier sind groß, dickschalig, embryoniert und 0,09–0,13 × 0,08–0,11 mm groß.
Die Gattung unterscheidet sich von anderen Atractinae, weil die Vulva nicht in Nähe des Anus liegt, die Spicula geflügelt sind und in Anzahl und Anordnung der Schwanzpapillen.